# Goricja ves
Predloga:Infopolje NaseljeVas v Avstriji
 Goricja ves  tudi  Goričja vas   (nemško Hörzendorf) je vas ali kraj v občini Šentvid ob Glini (nemško: Sankt Veit an der Glan) na Koroškem. Vas ima 362 prebivalcev (stanje 1. januarja 2023). Leži na območju katastrskih občin Goricja ves, Niza ves in Prevarje. Vas je bil glavni kraj občine Goricja ves, ki je obstajala do konca leta 1971. 

## Lega
Vas leži na osrednjem Koroškem jugozahodno od glavnega kraja okrožja Šentvid ob Glini, na prehodu iz Doline Gline v  Glinsko gričevje (nemško: Glantaler Bergland). Vključuje tudi majhno naselje (Seekogelweg) neposredno severno od Goricjeveškega jezera, nekaj sto metrov južno od vasi. 

## Zgodovina
Kraj je bil v listinah prvič omenjen leta 1087 kot knežinska vas  (Herzogindorf), morda zato, ker je bil prej tukaj vojvodski dvor. Cerkev je bila utrjena.
Ko so se v okviru reform po revoluciji v letih 1848/49 oblikovale lokalne občine, je Goricja ves postala del občine Goricja ves (ki se je sprva imenovala občina Karlsberg). Občina je osrednje objekte postavila zunaj glavnega kraja Goricja ves, kar je pomenilo, da se glavni kraj ni mogel dovolj razviti, zato je občinsko območje z združitvijo leta 1972 pripadlo občini Šentvid ob Glini.

## Rast prebivalstva celotne vasi
V kraju je bilo prešteto naslednje število prebivalstva:
- 1869: 20 hiš, 137 preb. [3]
- 1880: 18 hiš, 136 preb. [4]
- 1910: 20 hiš, 116 preb. [5]
- 1961: 28 hiš, 173 prebivalcev [6]
- 2001: 119 stavb, 162 prebivalcev [7]
- 2011: 134 stavb, 387 prebivalcev [8]

## Pomembne javne organizacije in objekti

### Šola
Leta 1812 je bila v Goricji vesi ustanovljena šola. Pouk je sprva potekal v hiši Franza Mayerja, številka 14. Leta 1816 je pouk začasno potekal v sobi v učiteljevem stanovanju. Od konca leta 1816 je pouk potekal v učilnici v župnišču, čeprav je ta soba služila tudi kot spalnica župniških služkinj. Leta 1830 so učilnico preselili v župnišče. V sedemdesetih letih 19. stoletja je bila zgrajena posebna šolska stavba.

### Prostovoljno gasilsko društvo
Gasilsko društvo Goricja ves je bilo ustanovljeno leta 1891.

### Farna cerkev sv. Jurija v Goricji vesi
Nekdanja dvojna župnija Goricja ves-Prevarje je nastala iz pražupnije Gospe Svete. V Goricji vesi se prvič leta 1266 poimensko omenja župnik Henrik iz Prevarja (Hainricus de Prewar). Da gre za pomembno cerkveno stavbo, pove dejstvo, da je cerkev, ki jo je leta 1087 zgradil plemeniti Wolmut, posvetil salzburški nadškof Gebhard. Salzburški je leta 1136 cerkev v Goricji vesi 1136 podaril stolnemu kapitlju. Omeniti velja, da je leta 1455 pomembno denarno donacijo dala Barbara Otten, vdova moža iz družine Mordax, leta 1486 pa je več kardinalov cerkvi podelilo stodnevni odpustek (o rodbini Mordax glej tudi Partovca). To je morda omogočilo gradnjo majhnega gotskega kora in prenovo mogočnega južnega stolpa s koničasto dvokapno streho (v osnovi romanskega, v baroku povečanega za eno nadstropje) in morda tudi gradnjo obrambnega zidu. Sedanji privlačen zunanji videz je dobila z obsežnimi obnovitvenimi in restavratorskimi deli ob koncu 20. in v začetku 21. stoletja.
Na levi strani pri vhodu v cerkev je na zidu manjša spominska plošča župniku Francu Edlerju von Rosenfeldu († 1801) in na desni dovršen neogotski nagrobnik proizvajalcu smodnika in posestnika Franca Mayerja († 1842) in njegovi ženi, ki sta očitno dosegla bogastvo in ugled.
Farna cerkev Goricja ves ima podružnično cerkev sv. Janeza Krstnika v Streimbergu. V nasprotju z njeno skromno zunanjo podobo je bila ta majhna cerkev (imenovana tudi kapela) že ob ustanovitvi nemajhnega pomena, saj listina iz leta 1266 kaže, da je bila ta »kapela« ekonomsko varna s precejšnjimi prihodki iz rudnikov. Do začetka 19. stoletja jo je obdajalo pokopališče, o čemer še danes priča krožno nasip okolice cerkve. Od leta 1616 je navedena kot podružnična cerkev Goricja ves.

### Zanimivost - proizvodnja črnega smodnika v Goricji vesi
Včasih je bila za kraj pomembna proizvodnja črnega smodnika. Od okoli leta 1733 je bil v Goricji vesi proizvajalec smodnika Mayer. V začetku 19. stoletja je v štirih mlinih, ki jih je poganjal Goricji potok, delalo občasno več kot 300 ljudi v proizvodnji smodnika: en mlin je pripravljal žveplo, en soliter (iz Čila, transportiran preko Trsta), en oglje (ki so ga proizvajali na kmetiji Holzer), v četrtem mlinu pa so te snovi zmešali v črni prah. Prah so nato prepeljali v Šentvid ob Glini in ga tam skladiščili ter z njim trgovali.